# Trichochrysea
Trichochrysea là một chi bọ cánh cứng trong họ Chrysomelidae.
Chi này được miêu tả khoa học năm 1861 bởi Baly.

## Các loài
Các loài trong chi này gồm:
- Trichochrysea albopilosa Medvedev & Eroshkina, 1987
- Trichochrysea chejudoana Komiya, 1985
- Trichochrysea chihtuana Komiya, 1985
- Trichochrysea formosana Komiya, 1985
- Trichochrysea fortipunctata Lopatin, 2005
- Trichochrysea grisea Medvedev & Eroshkina, 1999
- Trichochrysea incana Medvedev & Eroshkina, 1987
- Trichochrysea marmorata Tan, 1984
- Trichochrysea sakishimana Komiya, 1985
- Trichochrysea transversicollis Medvedev & Eroshkina, 1999
- Trichochrysea trapezicollis Medvedev & Eroshkina, 1999
- Trichochrysea truncata Medvedev & Sprecher-Uebersax, 1999